# کیسه گرده

کیسهٔ گرده یا میکروسپوراجیوم یکی از اجزای زایشی گیاه است.

میکروسپوراجیوم یا کیسهٔ گرده یا محفظه گرده یکی از اجزای ساختمانی یک گل است. هر پرچم از یک بساک یا قسمت حامل گرده و یک میله یا پایه تشکیل می‌گردد. بساک معمولاً از چهار کیسهٔ گرده تشکیل شده‌است.